# Принцип наименьшего действия
При́нцип наиме́ньшего де́йствия Га́мильтона, также просто принцип Гамильтона (точнее — при́нцип стациона́рности де́йствия) — способ получения уравнений движения физической системы при помощи поиска стационарного (часто — экстремального, обычно, в связи со сложившейся традицией определения знака действия, — наименьшего) значения специального функционала — действия. Назван в честь Уильяма Гамильтона, использовавшего этот принцип для построения так называемого гамильтонова формализма в классической механике.
Принцип стационарности действия — наиболее важный среди семейства экстремальных принципов. Не все физические системы имеют уравнения движения, которые можно получить из этого принципа, однако все фундаментальные взаимодействия ему подчиняются, в связи с чем этот принцип является одним из ключевых положений современной физики. Получаемые с его помощью уравнения движения имеют название уравнений Эйлера — Лагранжа.
Первую формулировку принципа дал П. Мопертюи (фр. P. Maupertuis) в 1744 году, сразу же указав на его универсальную природу и считая его приложимым к оптике и механике. Из данного принципа он вывел законы отражения и преломления света.

## История
Ещё античные натурфилософы (например, Аристотель) предполагали, что «природа ничего не делает напрасно и во всех своих проявлениях избирает кратчайший или легчайший путь». Однако конкретный смысл терминов «кратчайший» или «легчайший» при этом не уточнялся. Клавдий Птолемей показал, что при отражении луча света его общий путь является кратчайшим в том случае, когда угол отражения равен углу падения, что и наблюдается на практике. Однако он предостерёг, что в случае преломления света путь (ломаная линия) уже не будет кратчайшим.
Первым в истории науки вариационный принцип сформулировал Пьер Ферма в 1662 году, и он относился именно к преломлению света. Ферма показал, что критерием в данном случае является не путь, а время — луч преломляется под таким углом, чтобы суммарное время в пути было минимально. В современных обозначениях принцип Ферма можно записать как
{\displaystyle T=\int \limits _{\mathbf {A} }^{\mathbf {B} }{\frac {ds}{v}}=\int \limits _{\mathbf {A} }^{\mathbf {B} }{\frac {n}{c}}\,ds={\text{min}},}
где {\displaystyle n} — показатель преломления среды, {\displaystyle c} — скорость света в вакууме.
Математическое исследование и развитие принципа Ферма провёл Христиан Гюйгенс, после чего тему активно обсуждали крупнейшие учёные XVII века. Лейбниц в 1669 году ввёл в физику фундаментальное понятие действия: «Формальные действия движения пропорциональны… произведению количества материи, расстояний, на которые они передвигаются, и скорости».
Параллельно с анализом основ механики развивались методы решения вариационных задач. Исаак Ньютон в своих «Математических началах натуральной философии» (1687 год) поставил и решил первую вариационную задачу: найти такую форму тела вращения, движущегося в сопротивляющейся среде вдоль своей оси, для которой испытываемое сопротивление было бы наименьшим. Почти одновременно появились и другие вариационные проблемы: задача о брахистохроне (1696), форма цепной линии и др.
Решающие события произошли в 1744 году. Леонард Эйлер опубликовал первую общую работу по вариационному исчислению («Метод нахождения кривых, обладающих свойствами максимума либо минимума»), а Пьер Луи де Мопертюи в трактате «Согласование различных законов природы, которые до сих пор казались несовместимыми» дал первую формулировку принципа наименьшего действия: «путь, которого придерживается свет, является путём, для которого количество действия будет наименьшим». Он продемонстрировал выполнение этого закона как для отражения, так и для преломления света. В ответ на статью Мопертюи Эйлер опубликовал (в том же 1744 году) работу «Об определении движения брошенных тел в несопротивляющейся среде методом максимумов и минимумов», и в этом труде он придал принципу Мопертюи общемеханический характер: «Так как все явления природы следуют какому-нибудь закону максимума или минимума, то нет никакого сомнения, что и для кривых линий, которые описывают брошенные тела, когда на них действуют какие-нибудь силы, имеет место какое-то свойство максимума или минимума». Далее Эйлер сформулировал этот закон: траектория тела осуществляет минимум {\displaystyle \int mv\,ds}. Затем он применил его, выведя законы движения в однородном поле тяжести и в нескольких других случаях.
В 1746 году Мопертюи в новой работе согласился с мнением Эйлера и провозгласил самую общую версию своего принципа: «Когда в природе происходит некоторое изменение, количество действия, необходимое для этого изменения, является наименьшим возможным. Количество действия есть произведение массы тел на их скорость и на расстояние, которое они пробегают». В развернувшейся широкой дискуссии Эйлер поддержал приоритет Мопертюи и аргументировал всеобщий характер нового закона: «вся динамика и гидродинамика могут быть с удивительной лёгкостью раскрыты посредством одного только метода максимумов и минимумов».
Новый этап начался в 1760—1761 годах, когда Жозеф Луи Лагранж ввёл строгое понятие вариации функции, придал вариационному исчислению современный вид и распространил принцип наименьшего действия на произвольную механическую систему (то есть не только на свободные материальные точки). Тем самым было положено начало аналитической механике. Дальнейшее обобщение принципа осуществил Карл Густав Якоб Якоби в 1837 году — он рассмотрел проблему геометрически, как нахождение экстремалей вариационной задачи в конфигурационном пространстве с неевклидовой метрикой. В частности, Якоби указал, что при отсутствии внешних сил траектория системы представляет собой геодезическую линию в конфигурационном пространстве.
В 1834—1835 годах Уильям Роуэн Гамильтон опубликовал ещё более общий вариационный принцип, из которого следовали все более ранние как частные случаи:
{\displaystyle \delta {\mathcal {S}}=\delta \int \limits _{t_{1}}^{t_{2}}L{\big (}\mathbf {q} (t),\mathbf {\dot {q}} (t),t{\big )}\,dt=0.}
Здесь {\displaystyle L} — лагранжиан динамической системы, {\displaystyle q} — обобщённые координаты. Гамильтон положил этот принцип в основу своей «гамильтоновой механики» и дал решение вариационной задачи в виде «канонических уравнений».
Подход Гамильтона оказался универсальным и высокоэффективным в математических моделях физики, особенно для квантовой механики. Его эвристическая сила была подтверждена при создании общей теории относительности, когда Давид Гильберт применил гамильтонов принцип для вывода окончательных уравнений гравитационного поля (1915 год).

## В классической механике
Принцип наименьшего действия служит фундаментальной и стандартной основой лагранжевой и гамильтоновой формулировок механики.
Вначале рассмотрим построение таким образом лагранжевой механики. На примере физической системы с одной степенью свободы, напомним, что действие — это функционал относительно (обобщённых) координат (в случае одной степени свободы — одной координаты {\displaystyle q(t)}), то есть оно выражается через {\displaystyle q(t)} так, что каждому мыслимому варианту функции {\displaystyle q(t)} сопоставляется некоторое число — действие (в этом смысле можно сказать, что действие как функционал есть правило, позволяющее для любой заданной функции {\displaystyle q(t)} вычислить вполне определённое число — также называемое действием). Действие имеет вид
{\displaystyle S[q]=\int {\mathcal {L}}{\big (}q(t),{\dot {q}}(t),t{\big )}\,dt,}
где {\displaystyle {\mathcal {L}}{\big (}q(t),{\dot {q}}(t),t{\big )}} есть лагранжиан системы, зависящий от обобщённой координаты {\displaystyle q}, её первой производной по времени {\displaystyle {\dot {q}}}, а также, возможно, и явным образом от времени {\displaystyle t}. Если система имеет большее число степеней свободы {\displaystyle n}, то лагранжиан зависит от большего числа обобщённых координат {\displaystyle q_{i}(t),\ i=1,2,\dots ,n} и их первых производных по времени. Таким образом, действие является скалярным функционалом, зависящим от траектории тела.
То, что действие является скаляром, позволяет легко записать его в любых обобщённых координатах, главное только, чтобы положение (конфигурация) системы однозначно ими характеризовалось (например, вместо декартовых это могут быть полярные координаты, расстояния между точками системы, углы или их функции и т. д.).
Действие можно вычислить для совершенно произвольной траектории {\displaystyle q(t)}, какой бы «дикой» и «неестественной» она ни была. Однако в классической механике среди всего набора возможных траекторий существует одна единственная, по которой тело действительно пойдёт. Принцип стационарности действия как раз и даёт ответ на вопрос, как действительно будет двигаться тело:
| Между двумя заданными точками тело движется так, чтобы действие было стационарным. |

Это значит, что если задан лагранжиан системы, то мы с помощью вариационного исчисления можем установить, как именно будет двигаться тело, сначала получив уравнения движения — уравнения Эйлера — Лагранжа, а затем решив их. Это позволяет не только серьёзно обобщить формулировку механики, но и выбирать наиболее удобные координаты для каждой определённой задачи, не ограничиваясь декартовыми, что может быть очень полезно для получения наиболее простых и легко решаемых уравнений.
Аналогично гамильтонова механика получается из принципа наименьшего действия. Действие в этом случае наиболее естественно записать как
{\displaystyle S[p,q]=\int {\Big (}\sum _{i}p_{i}\,dq_{i}-{\mathcal {H}}(q,p,t)\,dt{\Big )}=\int {\Big (}\sum _{i}p_{i}{\dot {q}}_{i}-{\mathcal {H}}(q,p,t){\Big )}\,dt,}
где {\displaystyle {\mathcal {H}}(q,p,t)\equiv {\mathcal {H}}(q_{1},q_{2},\dots ,q_{N},p_{1},p_{2},\dots ,p_{N},t)} — функция Гамильтона данной системы; {\displaystyle q\equiv q_{1},q_{2},\dots ,q_{N}} — (обобщённые) координаты,
{\displaystyle p\equiv p_{1},p_{2},\dots ,p_{N}} — сопряжённые им (обобщённые) импульсы,
характеризующие вместе в каждый данный момент времени динамическое состояние системы и, являясь каждое функцией времени, характеризуя, таким образом, эволюцию (движение) системы. В этом случае для получения уравнений движения системы в форме канонических уравнений Гамильтона надо проварьировать записанное так действие независимо по всем {\displaystyle q_{i}} и {\displaystyle p_{i}}.
Необходимо заметить, что если из условий задачи принципиально можно найти закон движения, то это автоматически не означает, что можно построить функционал, принимающий стационарное значение при истинном движении. Примером может служить совместное движение электрических зарядов и монополей — магнитных зарядов — в электромагнитном поле. Их уравнения движения невозможно вывести из принципа стационарности действия. Аналогично некоторые гамильтоновы системы имеют уравнения движения, не выводимые из этого принципа.

### Примеры
Тривиальные примеры помогают оценивать использование принципа действия через уравнения Эйлера — Лагранжа. Свободная частица (масса m и скорость v) в евклидовом пространстве перемещается по прямой линии. Используя уравнения Эйлера — Лагранжа, это можно показать в полярных координатах следующим образом. В отсутствие потенциала функция Лагранжа просто равна кинетической энергии
{\displaystyle {\frac {1}{2}}mv^{2}={\frac {1}{2}}m({\dot {x}}^{2}+{\dot {y}}^{2})}
в ортогональной системе координат {\displaystyle (x,y)}.
В полярных координатах {\displaystyle (r,\varphi )} кинетическая энергия и, следовательно, функция Лагранжа становится
{\displaystyle L={\frac {1}{2}}m({\dot {r}}^{2}+r^{2}{\dot {\varphi }}^{2}).}
Радиальная и угловая компонента уравнений становятся, соответственно:
{\displaystyle {\frac {d}{dt}}\left({\frac {\partial L}{\partial {\dot {r}}}}\right)-{\frac {\partial L}{\partial r}}=0\quad \Rightarrow \quad {\ddot {r}}-r{\dot {\varphi }}^{2}=0,}
{\displaystyle {\frac {d}{dt}}\left({\frac {\partial L}{\partial {\dot {\varphi }}}}\right)-{\frac {\partial L}{\partial \varphi }}=0\quad \Rightarrow \quad {\ddot {\varphi }}+{\frac {2}{r}}{\dot {r}}{\dot {\varphi }}=0.}
Решение этих двух уравнений:
{\displaystyle r\cos \varphi =at+b,}
{\displaystyle r\sin \varphi =ct+d,}
с константами a, b, c, d, определяющимися начальными условиями. Таким образом, действительно, решение — это прямая линия, заданная в полярных координатах.

## В механике сплошных сред и классической теории поля
Аналогично вводится понятие действия в механике сплошной среды и классической теории поля. В них действие включает в себя интеграл от лагранжевой плотности, зависящей от параметров среды (поля) в каждой точке пространства и их производных по пространственным координатам и времени. Получаемые варьированием действия уравнения движения становятся уравнениями в частных производных.
Принцип стационарности действия оказался одним из самых простых способов обеспечить релятивистскую инвариантность уравнений движения — для этого достаточно, чтобы лагранжева плотность была скаляром (инвариантом) при преобразованиях системы референции, например, преобразованиях Лоренца. Из-за этого роль принципа существенно возросла в релятивистской физике. В частности, теорема Нётер, определяющая сохраняющиеся величины при временно́й эволюции полевых систем, относится именно к лагранжевым системам.
Надо заметить, что применение принципа стационарности действия к теории калибровочных полей (например, к электродинамике) иногда сталкивается с некоторыми специфическими проблемами, впрочем, разрешимыми.

## В квантовой механике
В квантовой механике, в соответствии с копенгагенской интерпретацией, не требуется знать, каким конкретно образом движется частица. Более того, в формулировке Фейнмана утверждается, что:
| частица движется из начального состояния в конечное сразу по всем мыслимым траекториям (которых, очевидно, бесконечное число). Амплитуда вероятности перехода из одного заданного состояния в другое является суммой амплитуд по всем этим траекториям и записывается в виде функционального интеграла {\displaystyle \psi =\int [Dx]\,e^{iS[x]/\hbar }.} |

Здесь {\displaystyle \int [Dx]} — это условная запись бесконечнократного функционального интегрирования по всем траекториям x(t), а {\displaystyle \hbar } — постоянная Планка. Подчеркнём, что в принципе действие в экспоненте появляется (или может появляться) само́, при изучении оператора эволюции в квантовой механике, однако для систем, имеющих точный классический (неквантовый) аналог, оно в точности равно обычному классическому действию.
Математический анализ этого выражения в классическом пределе — при достаточно больших {\displaystyle S/\hbar }, то есть при очень быстрых осцилляциях мнимой экспоненты, показывает, что подавляющее большинство всевозможных траекторий в этом интеграле взаимосокращаются при этом в пределе (формально при {\displaystyle S/\hbar \to \infty }). Для почти любого пути найдется такой путь, на котором набег фазы будет в точности противоположным, и они в сумме дадут нулевой вклад. Не сокращаются лишь те траектории, для которых действие близко к экстремальному значению (для большинства систем — минимуму). Это — чисто математический факт из теории функций комплексного переменного; на нём, например, основан метод стационарной фазы.
В результате частица в полном согласии с законами квантовой механики движется одновременно по всем траекториям, но в обычных условиях в наблюдаемые значения дают вклад только траектории, близкие к стационарным (то есть классическим). Поскольку квантовая механика переходит в классическую в пределе больших энергий, то можно считать, что это — квантовомеханический вывод классического принципа стационарности действия.
Открытие формулировки квантования в терминах функциональных интегралов (часто также говорят: «интегралы по путям», «интегралы по траекториям» или «суммирование историй»), как и установление её связи с классическим пределом, принадлежит Ричарду Фейнману, творчески развившему идею Поля Дирака.
Уравнение Шрёдингера можно получить из принципа наименьшего действия, рассматривая как уравнение Эйлера
{\displaystyle {\frac {\partial L}{\partial \psi }}-\sum _{k=0}^{3}{\frac {\partial }{\partial x_{k}}}{\frac {\partial L}{\partial \left({\frac {\partial \psi }{\partial x_{k}}}\right)}}=0}
вариационной задачи, в которой плотность лагранжиана имеет вид
{\displaystyle L=i\hbar \psi ^{*}{\frac {\partial \psi }{\partial t}}-{\frac {\hbar ^{2}}{2m}}\nabla \psi ^{*}\nabla \psi -U(r,t)\psi ^{*}\psi -i\hbar {\frac {\partial \psi ^{*}}{\partial t}}\psi }.

## В квантовой теории поля
В квантовой теории поля принцип стационарности действия также успешно применяется. В лагранжеву плотность здесь входят операторы соответствующих квантовых полей. Хотя правильнее тут в сущности (за исключением классического предела и отчасти квазиклассики) говорить не о принципе стационарности действия, а о фейнмановском интегрировании по траекториям в конфигурационном или фазовом пространстве этих полей — с использованием упомянутой только что лагранжевой плотности.

## Дальнейшие обобщения
Более широко, под действием понимают функционал, задающий отображение из конфигурационного пространства на множество вещественных чисел и, в общем, он не обязан быть интегралом, потому что нелокальные действия в принципе возможны, по крайней мере, теоретически. Более того, конфигурационное пространство не обязательно является функциональным пространством, потому что может иметь некоммутативную геометрию.